# Dominique Savio
Pour les articles homonymes, voir Savio.
Dominique Savio (Domenico Savio), né le 2 avril 1842 à Riva di Chieri dans le royaume de Sardaigne (aujourd'hui dans le Piémont, en Italie), mort le 9 mars 1857 à Mondonio également en Piémont-Sardaigne, est un adolescent italien, fervent chrétien, disciple de Don Bosco.
Le pape Pie XI signe, le 9 juillet 1933, le décret reconnaissant l'héroïcité des vertus du jeune Dominique Savio, le déclarant dès lors Serviteur de Dieu. Au terme d'un premier procès en béatification (d'une durée de 17 ans), le pape Pie XII le déclare bienheureux le 5 mars 1950, et, le 12 juin 1954, au terme de son procès de canonisation (qui dura encore 4 ans), le proclame solennellement saint. 
Dans la bulle pontificale de canonisation, le pape déclare également Dominique Savio saint patron des jeunes, notamment des enfants et des adolescents. Il est fêté le 9 mars dans l'Église catholique, mais il est fêté le 6 mai dans la famille des religieux Salésien de Don Bosco et dans la région pastorale piémontaise.

## Biographie
Dominique Savio est issu d'une famille relativement pauvre. Son père, Charles Savio, est forgeron, et sa mère est couturière ; ils auront huit autres enfants. Très vite, ses parents apprennent à Dominique à prier, à aimer Dieu. Il va à la messe pratiquement tous les jours et devient enfant de chœur. À sept ans, on lui propose de faire sa première communion, ce qui est relativement rare à l'époque (l'âge habituel est de 12 ans).
Comme il est intelligent, ses parents tentent de lui donner une instruction complète. Mais le village de Murialdo où réside la famille ne possède pas d'école. Dominique parcourt quatre fois par jour les quatre km qui le séparent de Castelnuovo d'Asti, devenu Castelnuovo Don Bosco, où il y a une école. Beaucoup s'étonnent de voir le petit garçon faire ce long trajet, mais il leur répond toujours : « Je ne suis pas seul, je suis avec Dieu ». À l'école, il se fait bien vite remarquer pour ses grandes qualités. Plutôt apprécié par ses camarades de classe, il dit pourtant lui-même que ses meilleurs amis resteront toujours Jésus et Marie.
Don Bosco visite la région en 1854 : on lui parle de ce garçon pieux et intelligent. Après l'avoir rencontré et interrogé, il décide de le prendre dans son école, l'Oratoire Saint-François de Sales, qui se trouve à Turin, dans le quartier de Valdocco qui accueille environ 115 enfants. Il parle à Don Bosco de son rêve : devenir saint. Celui-ci lui donne alors pour réponse qu'il doit tout faire avec la joie et le sourire.
Un jour, deux étudiants à la suite d'une grave dispute, décident de se battre jusqu'à la mort. Dominique vient les voir, se met entre eux et brandit une croix en leur disant de le frapper en premier. Quelques jours plus tard, il parvient à les réconcilier. Il fonde un groupe de jeunes, la Compagnie de l'Immaculée Conception, ayant pour but l'édification et la sanctification de ses membres. On lui prête des visions prophétiques au cours desquelles il entrevoit le rétablissement officiel de la religion catholique en Angleterre.
Mais de santé fragile, Dominique tombe malade en juin 1856. Don Bosco, inquiet, l'envoie respirer l'air natal à Mondonio pour qu'il se repose. Il y reste deux mois et revient à Turin fin août. Il entre en seconde, mais il tombe de nouveau malade. Don Bosco l'envoie à l'infirmerie puis, espérant que l'air du pays lui rendra de nouveau la santé, demande à Charles Savio de venir rechercher son fils. Dominique retourne à Mondonio le 1er mars. Il y meurt de la tuberculose le 9 mars 1857, vers 10 heures du soir. Juste avant de s'éteindre, il dit à ses parents avec un air d'extase : « Oh ! Comme c'est beau ce que je vois ! ».
Don Bosco écrit en 1858 un livre sur Dominique pour souligner sa vie exemplaire et sa sainteté.

## Vénération

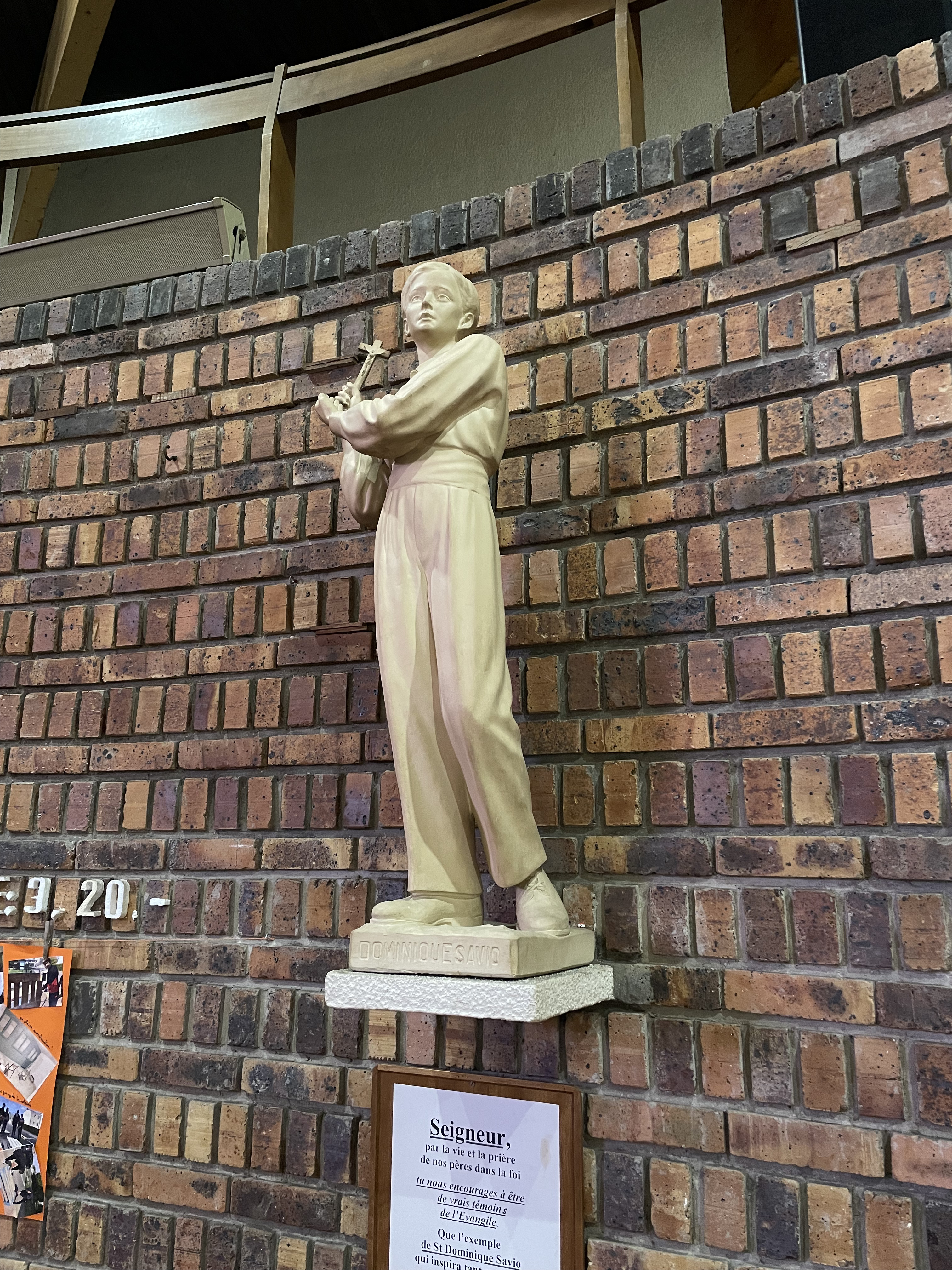
Statue dans la chapelle Saint Dominique Savio d' Épinay-sur-Orge

De multiples miracles, inexpliqués par la médecine, science d'alors et d'aujourd'hui, conduisent à l'ouverture, auprès du Saint-Siège, de ses procès successifs de béatification puis de canonisation, procès canoniques qui durèrent 21 ans (1933 - 1954), aux termes desquels il est proclamé saint par le pape Pie XII, le 12 juin 1954. Saint Dominique Savio est le saint patron des enfants et des adolescents, ainsi que de nombreuses écoles catholiques à travers le monde. Pie XII l'a officiellement donné en exemple et modèle et comme protecteur de la jeunesse, notamment des Pueri Cantores. Il est aussi le saint protecteur des servants de messe.
Le lieu de sa mort, Mondonio, a été depuis rebaptisé Mondonio San Domenico.
Il est commémoré le 9 mars selon le martyrologe romain.